# Hadena humilis
Hadena humilis là một loài bướm đêm trong họ Noctuidae.